# Suchodół (Płock)
Pour les articles homonymes, voir Suchodół.
Suchodół (prononciation : [suˈxɔduu̯]) est un village polonais de la gmina de Brudzeń Duży dans le powiat de Płock de la voïvodie de Mazovie dans le centre-est de la Pologne.
Il se situe à environ 7 kilomètres à l'est de Brudzeń Duży (siège de la gmina), 15 kilomètres au nord-ouest de Płock (siège du powiat) et à 108 kilomètres au nord-ouest de Varsovie (capitale de la Pologne).

## Histoire
De 1975 à 1998, le village appartenait administrativement à la voïvodie de Płock.